# Dmitri Kovyriaïev
Dmitri Aleksandrovitch Kovyriaïev (en russe : Дмитрий Александрович Ковыряев) est un joueur russe de volley-ball né le 6 avril 1989. Il mesure 1,90 m et joue libero. Il totalise 3 sélections en équipe de Russie.

## Clubs
| Club                      | De        | À         |
| ------------------------- | --------- | --------- |
| Iskra Odintsovo           | 2008-2009 | 2009-2010 |
| Dynamo-Yantar Kaliningrad | sep 2010  | déc 2010  |
| Lokomotiv Belgorod        | jan 2011  | mai 2011  |
| VK Tioumen                | 2011-2012 | 2011-2012 |
| VK Grozny                 | 2012-2013 | 2012-2013 |
| VK Kouzbass Kemerovo      | 2013-2014 | ...       |

## Palmarès
- Coupe de la CEV
  - Finaliste : 2010
- Championnat de Russie
  - Finaliste : 2008, 2009, 2011
- Coupe de Russie
  - Finaliste : 2009